# Symfonie nr. 4 (Maslanka)
Symfonie nr. 4 is een compositie voor harmonieorkest van de Amerikaanse componist David Maslanka uit 1994. 